# Great Scarcies
Great Scarcies (znana także pod nazwą Kolenté) – rzeka w Gwinei i Sierra Leone. Początkowo tworzy granicę pomiędzy oboma państwami a następnie płynie przez terytorium Sierra Leone. Uchodzi do zatoki Oceanu Atlantyckiego. Do tej samej zatoki uchodzi także rzeka Little Scarcies. 
Ważniejsze miasta nad Great Scarcies to: Kambia, Rokupr, Mambolo.